# Aktionskomitee Kind im Krankenhaus
Das Aktionskomitee Kind im Krankenhaus e.V. (AKIK) ist ein deutscher gemeinnütziger Verein mit Sitz in Frankfurt am Main. Er will den Eltern-Kind-Kontakt von Geburt an sichern, zum Wohlergehen von Kindern im Krankenhaus beitragen, Voraussetzungen schaffen, um seelischen Schaden von Kindern im Krankenhaus abzuwenden und die Rechte von Kindern im Krankenhaus einfordern, so wie sie in der Charta für Kinder im Krankenhaus beschrieben sind – bzw. gleichlautend in der EACH-Charta. Der Verein wurde 1968 gegründet. Die Mitglieder arbeiten ausschließlich ehrenamtlich.

## Organisation und Geschichte
Der Verein wurde im Jahr 1968 aus einer Elterninitiative heraus gegründet. Inspiration für die Vereinsgründung war die Beobachtung, dass Eltern ihre Kinder während eines Krankenhausaufenthalts nicht ausreichend betreuen durften. Das Aktionskomitee setzte sich das Ziel, die Kinderkrankenhäuser und -abteilungen für die Eltern zu öffnen – damals durften Eltern höchstens stundenweise ihre kranken Kinder besuchen.  Die Gründerin Irm Folkers und ihre Gruppe gründeten den AKIK Bundesverband, um diese Situation von Kindern in Kliniken zu ändern. Im Jahr 1982 erarbeitete das AKIK eine Gesetzesinitiative namens „Freier Zugang zum Kind“, für die 92.000 Unterschriften gesammelt werden konnten. Es gelang dem AKIK unter Irm Folkers Führung zu erreichen, dass Eltern in Kliniken unbeschränkt Zugang zu ihren Kindern haben. Damals durften Eltern höchstens stundenweise ihre kranken Kinder besuchen. 200.000 Kindern im Jahr kommt diese Regelung zugute. Als Reaktion auf die Einführung der Diagnosebezogenen Fallgruppen, der „Diagnostic related Groups“ (DRG), startete das AKIK im Jahr 2004 eine Initiative gegen das neue, fallorientierte Finanzierungssystem, das Kinder in besonderer Weise einschränke. Die Aktion war verbunden mit einer Unterschriftensammlung, an der sich 160.000 Unterzeichner beteiligten. Die Liste wurde im Jahr 2006 dem Staatssekretär im Bundesgesundheitsministerium Klaus Theo Schröder, überreicht.
Irm Folkers wurde für ihren Einsatz für Kinderrechte mit dem Bundesverdienstkreuz und der Theodor-Heuss-Medaille ausgezeichnet. Sie starb im Jahr 2009.

### Nationale und Internationale Vernetzung
Im Mai des Jahres 1988 fand eine internationale Konferenz statt, die zur Gründung der EACH führte. Auf diesem ersten europäischen Treffen der verschiedenen „Kinder im Krankenhaus“-Initiativen erarbeitete das AKIK gemeinsam mit entsprechenden Organisationen aus 11 weiteren Ländern die Charta der European Association for Children (EACH). Die Charta beinhaltet 10 Artikel, in denen die Rechte von Kindern während des Klinikaufenthalts festgelegt wurden. Diese Artikel wurden von Medizingesellschaften und Pflegeverbänden anerkannt. Im Jahr 1989 stimmten die Berufsverbände der Kinderärzte und der Kinderkrankenschwestern der Charta zu. Im Jahr 1992 initiierte das AKIK die Gründung der „Bundesarbeitsgemeinschaft Kind und Krankenhaus“ (BaKuK), eines Zusammenschlusses von 18 Berufsverbänden und Elterninitiativen. In Deutschland vertritt das AKK die EACH, in der Schweiz wird sie durch das Aktionsbündnis „Kind und Spital“ vertreten.

#### Vernetzungen
Der AKIK ist mit zahlreichen regionalen, überregionalen und internationalen Verbänden und Institutionen vernetzt:
- BaKuK (Bundesarbeitsgemeinschaft Kind im Krankenhaus)
- GKind (Gesellschaft für Kinderkrankenhäuser und Kinderabteilungen in Deutschland)
- Deutsche Liga für das Kind
- Kindernetzwerk
- Das fröhliche Krankenzimmer
- National Coalition und European Association for Children in Hospital

gefördert werden Projekte wie:
- Kind und Rettungswesen
- Betreuungsdienst
- Geschwister-Kind-Betreuung
- Bücherdienst

### Struktur
Die Einzelinitiativen wurden später auf ganz Deutschland ausgeweitet und sind seit 1997 in einem Bundesverband mit Sitz in Frankfurt zusammengefasst. Die Organisationsform basiert auf der Arbeit von Ortsgruppen auf kommunaler Ebene. Das AKIK finanziert sich ausschließlich durch Spenden.

#### Organisation
Der AKIK setzt sich aus regionalen Ansprechpartnern, Ortsgruppen, Landesverbänden sowie dem Bundesverband zusammen:
- Landesverband Baden-Württemberg e.V. (mit Ortsgruppen Gaggenau/Baden-Baden/Rastatt, Schopfheim/Lörrach)
- Ortsverband Frankfurt
- Ortsverband Idar-Oberstein
- Ortsverband Wiesbaden

## Tätigkeit
Der Verein engagiert sich für Kinder im Krankenhaus
- die nicht verstehen, was mit ihnen geschieht.
- die ohne ihre Eltern im Krankenhaus nicht zurechtkommen.
- die noch nie von zuhause fort waren.
- die plötzlich erkrankt sind.
- die Phantasien und Ängste (Phobien) haben.
- die unvorbereitet auf eine solche Situation sind.
- die gute und schlechte Krankenhauserfahrungen haben.
- die das Krankenhaus schon genau kennen.

Darüber hinaus sieht dieser Verband seine Aufgabe darin
- Die Öffentlichkeit für die spezifischen Bedürfnisse von Kindern im Krankenhaus zu sensibilisieren.
- Das Miteinander von Eltern und Klinikpersonal zu gestalten.
- Fortbildungsmaßnahmen in Kinderkrankenpflegeschulen zu fördern.
- Politische Verantwortungsträger, Öffentlichkeit und Medien zu informieren.
- Kinder, Jugendliche, Eltern und Bezugspersonen zu beraten und zu unterstützen.

## Auszeichnungen
- 1979 Walter-Möller-Plakette, Frankfurt
- 1993 Anerkennungspreis der Hanse-Merkur-Versicherung

## Veröffentlichungen
- Aktionskomitee KIND IM KRANKENHAUS e. V.: Architekturrichtlinien für Kinderkrankenhäuser. Frankfurt 2007.